# 稲枝町
稲枝町（いなえちょう）は、滋賀県愛知郡にあった町。現在の彦根市の南西端、愛知川の河口右岸にあたる。

## 地理
- 湖沼：琵琶湖、神上沼
- 河川：愛知川、宇曽川、顔戸川、文禄川、不飲川

## 歴史
- 1955年（昭和30年）1月1日 - 稲枝村・稲村・葉枝見村が合併して発足。
- 1968年（昭和43年）4月1日 - 彦根市に編入。同日稲枝町廃止。

## 交通

### 鉄道路線
- 日本国有鉄道
  - 東海道本線
    - 稲枝駅